# ハプニング解散
ハプニング解散（ハプニングかいさん）は、1980年（昭和55年）5月19日の衆議院解散の通称。内閣不信任案可決により行われた。与野党共に不測の解散であったことから、こう称される。

## 経緯

### 背景
1979年10月7日の第35回衆議院議員総選挙で自由民主党は、前回の選挙より獲得議席が下回った。11月6日に行われた首相指名選挙では自民党の投票先がほぼ二分されるという日本国憲法施行以来前代未聞の事態が起こり、11月20日の第2次大平内閣の本格的発足まで自民党内では四十日抗争とも呼ばれる激しい争いがあった。
第2次大平内閣発足とともに自民党幹事長が櫻内義雄に変わると、団結の回復を第一に党務をこなす櫻内のもと、党内は徐々に平和なムードが漂うようになった。
ところが1980年、予算審議が本格化した国会では、社会党、公明党、民社党3党から提出された予算修正の申し入れを自民党が拒否、予算委員会の審議が10日間にわたってストップした。緊迫の国会運営が続く中、予算案が衆議院で可決される2日前の3月6日、ロッキード事件児玉・小佐野ルートの検察側冒頭陳述で「被告の小佐野賢治がロッキード社のクラッターから受け取ったとされる20万ドルは、ラスベガスでK・ハマダが負けた450万ドルの分割払いに充当された」事実が明らかとなった。浜田幸一は自民党国民運動本部長を辞任、野党は浜田の議員辞職を要求して攻勢を強めたが、ここから与党内にも主流派に対する批判的な動きが再び顕在化した。4月10日、浜田は自民党離党と議員辞職願を提出し、4月11日に辞職が認められた。

### 内閣不信任決議案提出
いったん火がついた反自民、非主流派の流れは誰にも止められなかった。1980年5月14日午後3時、日本社会党、公明党、民社党は国会内で国対委員長会談を行い、席上、社会党の田邊誠が「大平内閣の失敗を追及し、参院選で自民党と対決するため、内閣不信任案を提出したい」と口火を切った。同党は、
1. 浜田幸一衆議院議員のラスベガス・カジノ疑惑、KDD事件などに象徴される政治腐敗
2. 物価高を招いた経済政策の失敗
3. イラン問題などに見られる外交問題での自主性の喪失

などを理由に挙げた。公明党の大久保直彦国会対策委員長は「公明党は社会党に同調するが、できれば民社党と同一歩調をとりたい」と述べた。これに対し民社党の永末英一国会対策委員長は「わが党は、中央執行委員会がまだ態度を決めてないので待ってほしい」と態度表明を保留した。内閣不信任案は5月16日の衆議院本会議に緊急上程される情勢となった。
自民党執行部は非主流各派の対応を探った結果、「大したことにならない」と判断。これを受けて5月15日午後、自民党幹事長の櫻内義雄は記者会見で「わが党の現存勢力に無所属からの同調者を加えると、相当の余裕をもって不信任案を否決する見通しだ」と述べた。大平派最高幹部で党総務会長の鈴木善幸も同日、同派の総会で「党内の説得工作は行わない」との強気の態度を表明した。
民社党は5月15日午後8時半から緊急中央執行委員会を開いて対応を検討するが、夜半から三役一任の形で幹部会議に移った。「同調やむなし」とする佐々木良作委員長と、「万一可決されれば解散、総選挙につながる」として反対を主張する春日一幸常任顧問との間で激論が交わされた。全日本労働総同盟会長の宇佐美忠信の意見も聞くなど、ぎりぎりの協議を続け、5月16日午前2時、「提案理由が民社党の基本路線を損なうものでなければ同調する」との結論に至った。
5月16日午前9時すぎ、公明党と民社党は会談。公明党からは大久保直彦が、民社党からは永末英一と大内啓伍政策審議会長が出席し意見調整を行った。そのあと三氏は社会党の田邊誠国会対策委員長、武藤山治政策審議会長と会い、不信任案は社会党の単独提出とすることで一致、公明・民社は不信任案に賛成することを確認した。午前10時39分、社会党は衆議院に不信任案提出手続きをとった。
一方、自民党は同日午前9時15分に役員会を開き協議に入った。安倍晋太郎政調会長が「党内統一に力を注ぐべきで、除名、解散の強硬論は不適当」と強い調子で主流派を批判、ひとまず「党内一致で不信任案を否決」の線でまとまった。マスコミ各社は否決をみじんも疑わず、朝日新聞などはこの日の夕刊の一面に「内閣不信任案否決へ」「自民、結束を確認」という見出しを掲げるほどであった。

### 内閣不信任決議案可決
5月16日午後1時3分、衆議院議院運営委員会において亀岡高夫委員長が「本日の本会議は午後3時半開会とする」と発表した。自民党の反主流派は、浜田の証人喚問とKDD事件のため国会に綱紀粛正委員会を設置することを求めたが、大平正芳首相の回答が不十分だとして反発し、対応を検討していた。灘尾弘吉衆議院議長は午後3時半の予定だった本会議の開会の延長を決定したが、反主流派は結論に達せず再延長を申し込み、灘尾はこれを国会を軽視するものと拒否した。
午後5時5分、本会議は開会。前年の四十日抗争で大角（大平派と田中派）主流派に敗れ、自民党内で反主流派となっていた三木派や福田派、中川グループなどの議員69人は本会議を欠席した。討論では以下の6人が代表して発言した。
|   | 発言者     | 会派                 | 発言内容         |
| - | ---------- | -------------------- | ---------------- |
| 1 | 飛鳥田一雄 | 日本社会党           | 提案の趣旨の説明 |
| 2 | 大野明     | 自由民主党           | 反対             |
| 3 | 広瀬秀吉   | 日本社会党           | 賛成             |
| 4 | 近江巳記夫 | 公明党・国民会議     | 賛成             |
| 5 | 中島武敏   | 日本共産党・革新共同 | 賛成             |
| 6 | 渡辺武三   | 民社党・国民連合     | 賛成             |

このあと記名投票で採決がなされた。中曽根派は土壇場で反主流派を離脱し、本会議に出席して反対票を投じた。ほかに、福田派から13人、三木派から6人が本会議に出席している。反主流派ながら党幹部として不信任案反対の意向であった安倍晋太郎政調会長は、森喜朗等若手議員に羽交い絞めにされるようにして会議途中に退席した。また、福永健司（大平派）、小坂善太郎（無派閥）が病気入院のため欠席したが、元大平派の小坂に対しては一部から親三木・反大平だったことから欠席したのではないかとの憶測がなされた。
午後6時50分、内閣不信任決議案は賛成243票・反対187票で56票差で可決され、午後6時52分に本会議は閉会した。内閣不信任決議可決は1953年以来27年ぶりであった。

### 臨時閣議・自民党役員会
5月16日午後7時6分、国会内の閣議室で臨時閣議が始まる。冒頭、大平首相が「こういう事態になって残念だ。道は解散か総辞職かの二つしかないが、いずれを選択したらよいか聞きたい」と発言。伊東正義内閣官房長官が「できれば総理一任を」と言うと、他の閣僚もこれに追随した。一旦大平は閣議を休憩し、隣室の櫻内義雄幹事長らと協議。大平は戻り、解散を全員一致で閣議決定し、政府声明に署名した。
5月17日、自民党は午前10時から党本部で役員会を開催。「解散は5月19日。参院選の公示は5月30日、衆院選の公示は6月2日、両選挙を6月22日に実施する」との日程を決めた。これにより史上初の衆参同日選挙となることが決定した。

### 衆院解散
5月19日、灘尾議長が本会議を開かずに議長応接室に各会派の代表を集め解散詔書を朗読。出席者のみで三唱される万歳が応接室に空しく響く中、前回の選挙からわずか7ヶ月余で衆議院は解散となった。内閣不信任決議可決当日に衆議院を解散しなかったのはこの時だけである。大平首相は解散を選んだ理由として「確かに道は解散か総辞職の二つある。総辞職を致しますと当然野党第一党の社会党に選挙管理内閣を作って頂いてすぐ野党第一党の手で解散の事態となる。そういう手順を踏んで参りますことは政局の混迷を却って倍増して行くんじゃないかと判断を致しまして何らの迷いもなく解散の道を選んだわけでございます。私は総辞職をする理由もないし、不信任の理由は承認できないので、これに対して政府と国会という立場で原点に返って国民の判断を仰ぐのが憲政の常道と解散を決意した」と答えている。
野党は不信任案が可決されることを予測しておらず、政権・自民党主流派は当然に否決出来ると考え、党反主流派も戦略なく行き当たりばったりで本会議を欠席した結果、大方の予想外の不信任案可決・衆院解散に至ったため、「ハプニング解散」と呼ばれる。当初から不信任案可決ー解散の流れを警戒していた春日は可決後、「切れないノコギリを自分の腹に当てやがって」（首相を退陣に追い込むどころか提出した側が全員失職した意）と野党の未熟ぶりを嘆いたという。一方で、主流派である大平・田中派は、現状の与野党伯仲と激しい党内抗争の中で苦しい政権運営が続く膠着状態を打開するためには解散総選挙もやむなしと考え、むしろ積極的に反主流派の造反による解散を「仕掛けた」か、少なくとも容認していたという見方も存在する。

### 衆参同日選挙
5月19日、衆議院解散。5月30日に第12回参議院議員通常選挙が公示され、6月2日に第36回衆議院議員総選挙が公示された。
自民党執行部は不信任案に反対した田中・大平両主流派や旧中間派の議員と、反主流派のうち本会議に出席して不信任案に反対した中曽根派議員を第1次公認とし、欠席した反主流派の議員は第2次公認という形を取った。
大平首相は新聞記者に対し「政党は夫婦みたいなもので、こんなことがあってもどうということはない。俺も鳩山内閣不信任案に欠席をしたことがある。政党は分離と独立を繰り返していくものだ。昨年の首班指名の時は別の名前を書かれたが、今回は欠席だから状況はよくなっている。諸君は事実上の分裂選挙と言うが、総裁以下号令一下、挙党一致で闘ったことなど一度もないんだよな」と語っている。
当初は分裂選挙の様相を呈していたが、選挙中であった6月12日に大平が急死するという緊急事態が起こる。それを受けて自民党主流・反主流両派は一転して融和・団結し弔い選挙の様相を見せて選挙戦を進めた。22日の投票で自民党は衆参両院で地すべり的大勝を収め（衆議院は284議席、参議院は69議席）、不信任案を提出した野党、特に公明党は大敗を喫した。(ただし、社会党は現状維持）これで6年間続いた衆参両院における与野党伯仲状態は完全に解消した。大平の死と引き換えに得た大勝利であった。
これは自民党に多くの同情票が集まったためと言われることが多いが、一方で石川真澄などは「四十日抗争、ハプニング解散、そして現職首相の総選挙中の死という異常な出来事が1年の間に次々と起きたことが、有権者の政治への興味、関心を高め、投票所に向かわせたことが勝因である」との見解を示している。また、一般的には敗北とみなされている前年の衆院選でも、自民党の得票率は回復傾向を見せていた。自民党の勝利は、都市部で投票率が大きく上がり、それがそのまま得票増になったところが大きく、都市住民を中心とした保守回帰も指摘された。
ともあれ、大平の死によって形としては党の一致団結を見せたものの、解散の引き金となった福田・三木派といった反主流派は、ポスト大平において声を上げることが困難となり、大平派の幹部でそれまで総裁候補と認識されていなかった鈴木善幸の後継選出につながった。ギリギリの判断で不信任案反対に回った中曽根は後継を逃したものの、この混乱過程で主流派入りを宣言し、行管庁長官という立場でポスト鈴木の最右翼につけることになった。こうして、ハプニング解散は以後の自民党政治の帰趨に大きな影響を与えたといえる。

## 内閣不信任案に欠席した自民党議員

### 福田派
- 欠席35人 - 山口シヅエ、中野四郎、坊秀男、福田赳夫、田中龍夫、渡海元三郎、始関伊平、久保田円次、安倍晋太郎、三ッ林弥太郎、塩川正十郎、福家俊一、加藤六月、田辺国男、村田敬次郎、森喜朗、山崎平八郎、国場幸昌、三塚博、中島源太郎、越智通雄、小泉純一郎、松本十郎、村上茂利、鹿野道彦、石橋一弥、大塚雄司、佐藤隆、佐野嘉吉、田名部匡省、狩野明男、中村正三郎、亀井静香、吹田愰、宮下創平
- 病欠1人 - 宇野亨
- 出席13人 - 倉石忠雄、早川崇、秋田大助、白浜仁吉、正示啓次郎、細田吉蔵、藤尾正行、三枝三郎、玉澤徳一郎、塚原俊平、石川要三、池田淳、佐藤一郎

### 三木派
- 欠席25人 - 三木武夫、井出一太郎、田中伊三次、赤城宗徳、河本敏夫、加藤常太郎、森山欽司、丹羽兵助、毛利松平、渋谷直蔵、海部俊樹、藤井勝志、伊藤宗一郎、谷川和穂、鯨岡兵輔、菅波茂、坂本三十次、橋口隆、近藤鉄雄、森美秀、山下徳夫、志賀節、辻英雄、北川石松、工藤巌
- 出席6人 - 石田博英、野呂恭一、大西正男、有馬元治、塩谷一夫、地崎宇三郎

### 中川派
- 欠席7人 - 松沢雄蔵、長谷川峻、中川一郎、古屋亨、石原慎太郎、上草義輝、高橋辰夫
- 出席2人 - 長谷川四郎、中村弘海

### 中曽根派
- 欠席2人 - 稲葉修、中尾栄一
  - 中曽根康弘は本会議直前に反主流派離脱を表明し、本会議に出席。所属議員のほとんどがこれに従った。

### 大平派
- 欠席1名 - 福永健司
  - 総裁派閥の福永であるが、病気入院のため本会議に出席できなかった。

### 無派閥
- 欠席1名 - 小坂善太郎
  - 急病を理由に欠席したが、かつて宏池会内の主導権争いで大平と対峙し、その後大平派を脱退した経緯があり、この頃三木派の若手を中心とした派閥横断グループを主宰していたこともあって、確信犯ではないかと疑われた。